# Prwa makedonska fudbałska liga (2025/2026)
Ten artykuł dotyczy trwającego lub niedawnego wydarzenia sportowego. Informacje w nim zamieszczone mogą się zmienić lub zdezaktualizować wraz z postępem zdarzenia. Początkowe doniesienia, wyniki lub statystyki mogą być niepewne. Ostatnie aktualizacje do tego artykułu mogą nie odzwierciedlać najbardziej aktualnych informacji.
Prva makedonska fudbałska liga 2025/2026 – 34. edycja najwyższej klasy rozgrywkowej piłki nożnej w Macedonii Północnej.
Bierze w niej udział 12 drużyn, które w okresie od 8 sierpnia 2025 do 24 maja 2025 rozegrają 33 kolejki meczów.
Sezon zakończy baraż o miejsce w przyszłym sezonie w Prvej makedonskej fudbałskiej ligi.
Tytuł mistrzowski broni zespół Szkendija Tetowo.

## Drużyny
| Uczestnicy poprzedniej edycji                                                                                 | Uczestnicy poprzedniej edycji | Uczestnicy poprzedniej edycji | Uczestnicy poprzedniej edycji |
| --- | ----------------------------- | ----------------------------- | ----------------------------- |
| ŠKT | Szkendija Tetowo              | 1                             |                               |
| SIL | Siłeks Kratowo                | 2                             |                               |
| RAB | Rabotniczki Skopje            | 3                             |                               |
| STR | FK Struga                     | 4                             |                               |
| VAR | Wardar Skopje                 | 5                             |                               |
| PEL | FK Pelister                   | 6                             |                               |
| SKU | KF Shkupi                     | 7                             |                               |
| TIK | Tikwesz Kawadarci             | 8                             |                               |
| APB | AP Brera                      | 9                             |                               |
| Awans z Wtorej ligi                                                                                           |                               |                               |                               |
| MGP | FK Makedonija Dźorcze Petrow  | 1                             |                               |
| ARS | Arsimi                        | 2                             |                               |
| po barażach                                                                                                   |                               |                               |                               |
| BAS | Bashkimi 1947                 | 3                             |                               |
| Oznaczenia: - kolumna pierwsza – skróty nazw drużyn, - kolumna trzecia – miejsce zajęte w poprzednim sezonie. |                               |                               |                               |

## Tabela
| Lp. | Drużyna                   | M | Z | R | P | B+ | B– | +/– | Pkt | Kwalifikacja lub spadek                        |
| --- | ------------------------- | - | - | - | - | -- | -- | --- | --- | ---------------------------------------------- |
| 1   | Siłeks Kratowo            | 2 | 2 | 0 | 0 | 8  | 0  | +8  | 6   | Liga Mistrzów UEFA • I runda kwalifikacyjna    |
| 2   | Szkendija Tetowo          | 2 | 2 | 0 | 0 | 8  | 2  | +6  | 6   | Liga Konferencji UEFA • I runda kwalifikacyjna |
| 3   | Wardar Skopje             | 2 | 2 | 0 | 0 | 6  | 2  | +4  | 6   | Liga Konferencji UEFA • I runda kwalifikacyjna |
| 4   | Struga                    | 2 | 2 | 0 | 0 | 4  | 1  | +3  | 6   |                                                |
| 5   | Bashkimi Kumanovo         | 2 | 1 | 1 | 0 | 3  | 1  | +2  | 4   |                                                |
| 6   | Pelister Bitola           | 2 | 1 | 0 | 1 | 3  | 5  | −2  | 3   |                                                |
| 7   | Arsimi                    | 2 | 0 | 1 | 1 | 2  | 3  | −1  | 1   |                                                |
| 8   | Tikwesz Kawadarci         | 2 | 0 | 1 | 1 | 1  | 2  | −1  | 1   |                                                |
| 9   | Rabotniczki Skopje        | 2 | 0 | 1 | 1 | 0  | 2  | −2  | 1   |                                                |
| 10  | Makedonija Dźorcze Petrow | 2 | 0 | 0 | 2 | 1  | 5  | −4  | 0   | Baraż o Prva Liga                              |
| 11  | Brera Strumica            | 2 | 0 | 0 | 2 | 1  | 7  | −6  | 0   | Spadek do Wtorej ligi                          |
| 12  | Shkupi Skopje             | 2 | 0 | 0 | 2 | 1  | 8  | −7  | 0   | Spadek do Wtorej ligi                          |

## Wyniki
| Gospodarz \ Gość          | ARS | BAS | APB | MGP | PEL | RAB | SKË | SKU | SIL | STR | TIK | VAR | ARS | BAS | APB | MGP | PEL | RAB | SKË | SKU | SIL | STR | TIK | VAR |
| ------------------------- | --- | --- | --- | --- | --- | --- | --- | --- | --- | --- | --- | --- | --- | --- | --- | --- | --- | --- | --- | --- | --- | --- | --- | --- |
| Arsimi                    |     |     |     |     |     |     |     |     |     | 1–2 |     |     |     |     |     |     |     |     |     |     |     |     |     |     |
| Bashkimi Kumanovo         | 1–1 |     |     |     |     |     |     |     |     |     |     |     |     |     |     |     |     |     |     |     |     |     |     |     |
| Brera Strumica            |     |     |     |     | 1–2 |     |     |     |     |     |     |     |     |     |     |     |     |     |     |     |     |     |     |     |
| Makedonija Dźorcze Petrow |     |     |     |     |     |     | 1–3 |     |     |     |     |     |     |     |     |     |     |     |     |     |     |     |     |     |
| Pelister Bitola           |     |     |     |     |     |     |     |     |     |     |     |     |     |     |     |     |     |     |     |     |     |     |     |     |
| Rabotniczki Skopje        |     | 0–2 |     |     |     |     |     |     |     |     |     |     |     |     |     |     |     |     |     |     |     |     |     |     |
| Szkendija Tetowo          |     |     |     |     |     |     |     | 5–1 |     |     |     |     |     |     |     |     |     |     |     |     |     |     |     |     |
| Shkupi Skopje             |     |     |     |     |     |     |     |     | 0–3 |     |     |     |     |     |     |     |     |     |     |     |     |     |     |     |
| Siłeks Kratowo            |     |     | 5–0 |     |     |     |     |     |     |     |     |     |     |     |     |     |     |     |     |     |     |     |     |     |
| Struga                    |     |     |     | 2–0 |     |     |     |     |     |     |     |     |     |     |     |     |     |     |     |     |     |     |     |     |
| Tikwesz Kawadarci         |     |     |     |     |     | 0–0 |     |     |     |     |     | 1–2 |     |     |     |     |     |     |     |     |     |     |     |     |
| Wardar Skopje             |     |     |     |     | 4–1 |     |     |     |     |     |     |     |     |     |     |     |     |     |     |     |     |     |     |     |

## Najlepsi strzelcy
| Bramki | Strzelcy | Drużyna |
| ------ | -------- | ------- |
| Gol    |          |         |

Źródło: 

## Stadiony
| Arsimi           |
| ---------------- |
| Stadium Chegrane |
| 1 000            |
|                  |

| Bashkimi Kumanovo |
| ----------------- |
| Bashkimi Stadium  |
| 3 500             |
|                   |

| Brera Strumica         |
| ---------------------- |
| Stadion Blagoj Istatov |
| 9 200                  |
|                        |

| Makedonija            |
| --------------------- |
| Gjorče Petrov Stadium |
| 3 000                 |
|                       |

| Pelister Bitola          |
| ------------------------ |
| Petar Miloševski Stadium |
| 9 100                    |
|                          |

| Rabotnički Skopje Wardar Skopje |
| ------------------------------- |
| Toše Proeski Arena              |
| 36 460                          |
|                                 |

| Shkëndija Tetovo |
| ---------------- |
| Ecolog Arena     |
| 15 000           |
|                  |

| Shkupi       |
| ------------ |
| Čair Stadium |
| 6 000        |
|              |

| Sileks Kratovo          |
| ----------------------- |
| Gradski Stadion Kratovo |
| 6 000                   |
|                         |

| Struga                |
| --------------------- |
| Gradska Plaža Stadium |
| 2 500                 |
|                       |

| Tikvesh Kavadarci         |
| ------------------------- |
| Gradski Stadion Kavadarci |
| 7 500                     |
|                           |